# Pange lingua gloriosi proelium certaminis
Pange lingua gloriosi proelium certaminis (Canta, o lingua, il combattimento della gloriosa lotta) è un inno latino del VI secolo del poeta Venanzio Fortunato. Non va confuso con il Pange lingua di Tommaso d'Aquino.
Nel breviario romano è presente una variante, in seguito alla revisione degli inni comandata da papa Urbano VIII. L'inno si canta, diviso in due parti, nel Mattutino e alle Lodi del Tempo di Passione e della festa dell'Esaltazione della Santa Croce e incomincia rispettivamente con le parole Pange, lingua, gloriosi lauream certaminis e Lustra sex qui iam peregit.

## Testo latino

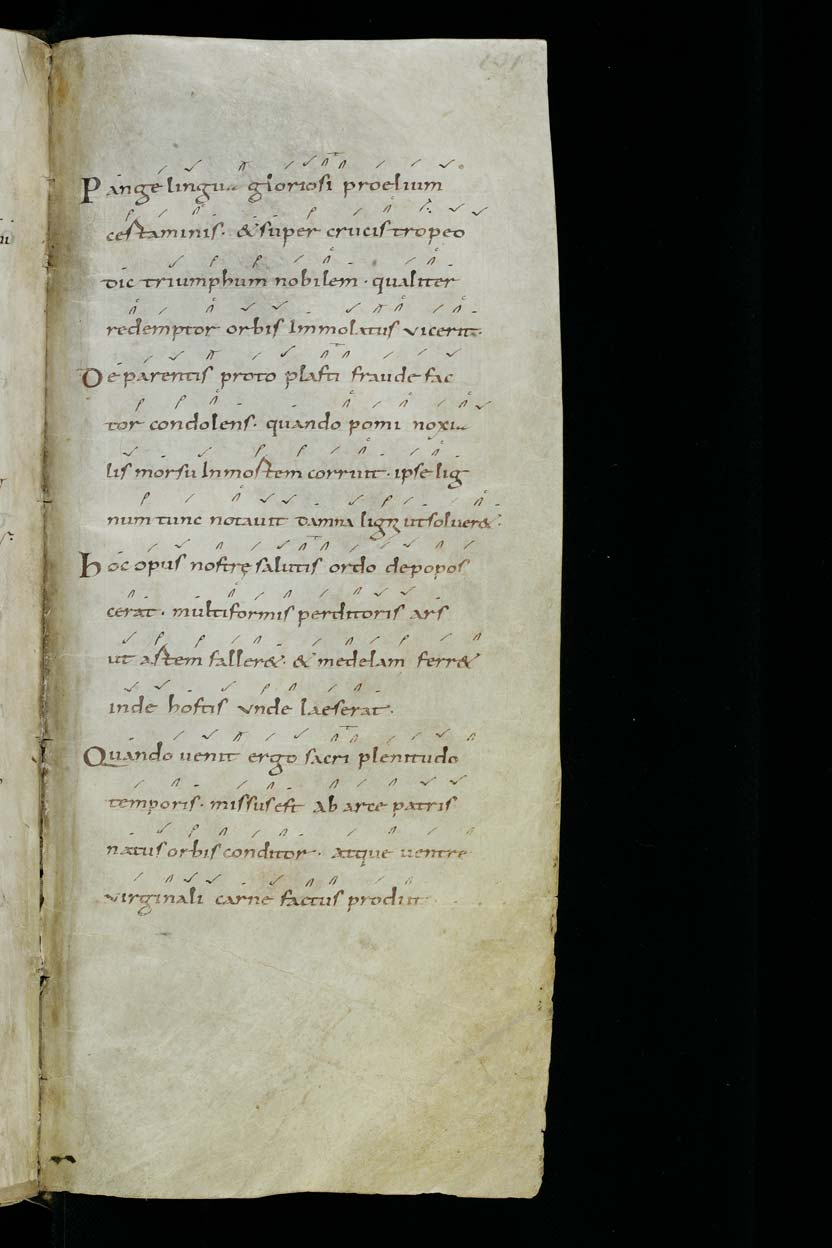
Cantatorium, X secolo

| Versione del VI secolo Pange, lingua, gloriosi proelium certaminis et super crucis trophaeo dic triumphum nobilem, qualiter redemptor orbis immolatus vicerit. De parentis protoplasti fraude factor condolens, quando pomi noxialis morte morsu corruit, ipse lignum tunc notavit, damna ligni ut solveret. Hoc opus nostrae salutis ordo depoposcerat, multiformis perditoris arte ut artem falleret et medelam ferret inde, hostis unde laeserat. Quando venit ergo sacri plenitudo temporis, missus est ab arce patris natus orbis conditor atque ventre virginali carne factus prodiit. Vagit infans inter arta conditus praesaepia, membra pannis involuta virgo mater adligat, et pedes manusque crura stricta pingit fascia. ... Lustra sex qui iam peracta tempus implens corporis, se volente, natus ad hoc, passioni deditus, agnus in crucis levatur immolandus stipite. Hic acetum, fel, arundo, sputa, clavi, lancea; mite corpus perforatur; sanguis, unda profluit, terra pontus astra mundus quo lavantur flumine. Crux fidelis, inter omnes arbor una nobilis, nulla talem silva profert flore, fronde, germine, dulce lignum dulce clavo dulce pondus sustinens. Flecte ramos, arbor alta, tensa laxa viscera, et rigor lentescat ille quem dedit nativitas, ut superni membra regis mite tendas stipite. Sola digna tu fuisti ferre pretium saeculi atque portum praeparare nauta mundo naufrago, quem sacer cruor perunxit fusus agni corpore. ... | Versione del Breviario romano Pange, lingua, gloriosi lauream certaminis et super Crucis trophaeo dic triumphum nobilem, qualiter redemptor orbis immolatus vicerit. De parentis protoplasti fraude factor condolens, quando pomi noxialis in necem morsu ruit, ipse lignum tunc notavit, damna ligni ut solveret. Hoc opus nostrae salutis ordo depoposcerat, multiformis proditoris ars ut artem falleret et medelam ferret inde, hostis unde laeserat. Quando venit ergo sacri plenitudo temporis, missus est ab arce patris natus orbis Conditor atque ventre virginali carne amictus prodiit. Vagit infans inter arcta conditus praesepia, membra pannis involuta Virgo Mater alligat, et Dei manus pedesque crura cingit fascia. Sempiterna sit beatae Trinitati gloria, Aequa Patri, Filioque; Par decus Paraclito: Unius Trinique nomen laudet universitas. Amen Lustra sex qui iam peregit tempus implens corporis, sponte libera Redemptor, passioni deditus, agnus in Crucis levatur immolandus stipite. Felle potus ecce languet: spina, clavi, lancea mite corpus perforatur; unda manat, et cruor: terra, pontus, astra, mundus quo lavantur flumine! Crux fidelis, inter omnes arbor una nobilis, silva talem nulla profert flore, fronde, germine, dulce ferrum dulce lignum dulce pondus sustinent. Flecte ramos, arbor alta, tensa laxa viscera, et rigor lentescat ille quem dedit nativitas, et superni membra regis tende miti stipite. Sola digna tu fuisti ferre mundi victimam; atque portum praeparare arca mundo naufrago, quem sacer cruor perunxit fusus agni corpore. Sempiterna sit beatae Trinitati gloria, Aequa Patri, Filioque; Par decus Paraclito: Unius Trinique nomen laudet universitas. Amen |